# Vadonia danielorum
Vadonia danielorum är en skalbaggsart som beskrevs av Holzschuh 1984. Vadonia danielorum ingår i släktet Vadonia och familjen långhorningar. Inga underarter finns listade i Catalogue of Life.